# Li Zicheng

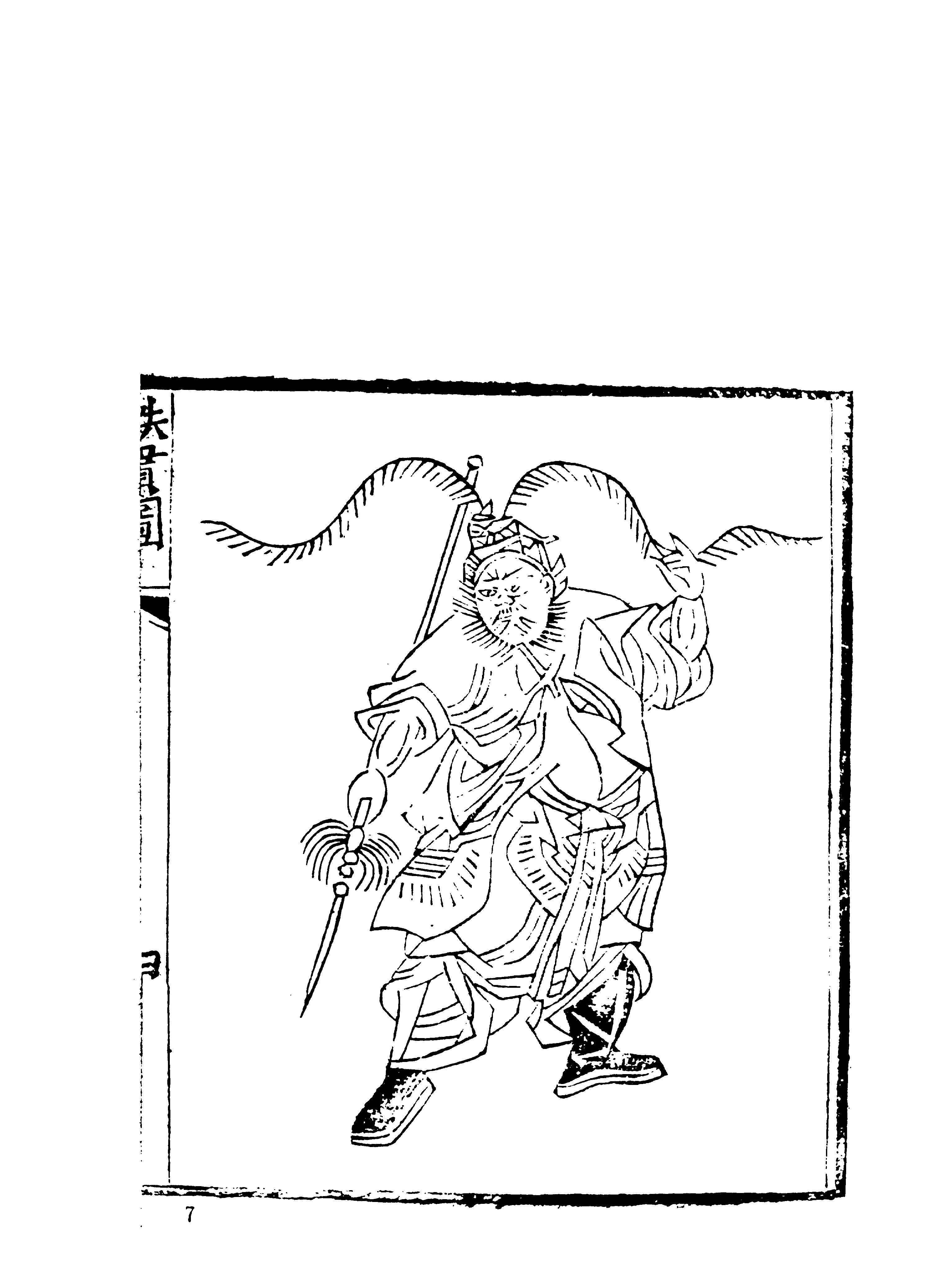
Li Zicheng

Li Zicheng (chinesisch 李自成, Pinyin Lĭ Zìchéng; * 22. September 1606; † Juni 1644 oder 1645) war ein Bauernrebellenführer in China am Ende der Ming-Zeit.

## Erste Jahre
Er wurde unter dem Namen Lĭ Hóngjī (鴻基) im Distrikt Mizhi (米脂縣) in der Unterpräfektur Yan’an (延安府) der Provinz Shaanxi geboren und wuchs dort in einer Bauernfamilie als Hirte auf. Er lernte Reiten und Bogenschießen und nahm verschiedene Stellungen als Weinverkäufer, Postkurier und Metallarbeiter an.

## Führer des Aufstands
Als 1627 in der Region Hungeraufstände ausbrachen, schloss er sich den Bauern unter Gao Yingxiang an und zeichnete sich in Kämpfen durch Tapferkeit aus.
Nach Gaos Tod wurde er selbst Führer der Aufständischen. Der Hof schickte Sun Chuanting gegen ihn ins Feld. Dieser versammelte noch einmal eine ernstzunehmende Ming-Armee und erzielte Anfangserfolge in Henan, bekam aber u. a. logistische Probleme und musste nach Shaanxi zurückweichen, wo er getötet wurde. Nach dem Sieg über Sun Chuanting und der darauffolgenden Einnahme von Xi’an im November 1643 rief Li Zicheng die Große Shun-Dynastie (大順皇帝) aus, woraus sich die Bezeichnung „Shun Wang“ – Großer oder Donnerkönig ableitete.
Da viele Ming-Truppen zu ihm übergingen und andere Ming-Truppen noch an der Großen Mauer gebunden waren, konnte Peking bald eingenommen werden. Der letzte Mingkaiser, Chongzhen Sizong, erhängte sich am 25. April 1644 auf dem hinter dem Palast gelegenen Jingshanhügel, wo sich heute ein Park befindet.

## Der Bauernkaiser
Li Zicheng ließ sich am 3. Juni zum Kaiser ausrufen, sein Titel war Chuǎng Wáng (闖王) (Wanderkönig, er wird auch als Bauernkaiser bezeichnet).
Seine Herrschaft in Peking war kurz und (nach einigen Tagen der Disziplin) schrecklich. Da die Schatzkammern des Kaisers Chongzhen vollkommen leer waren, begann er den ehemaligen Ming-Beamten Zehntausende Unzen Silber abzupressen. Mehrere Tausend starben dabei unter der Folter. Li Zicheng ordnete zwar schon am 12. Mai an, dieses Vorgehen zu beenden, aber seine Offiziere setzten ihr Wirken nun illegal fort. Mangels Bezahlung ging auch die Disziplin seiner Truppen schnell verloren. Sie plünderten, vergewaltigten am helllichten Tage und steckten die Stadt schließlich nach der Niederlage gegen die Mandschu großteils in Brand. 
Die Mandschu waren in Kooperation mit dem kaiserlichen Kommandanten der Großen Mauer, Wu Sangui, über den Shanhaiguan-Pass in China eingerückt. Nach der Niederlage gegen die Mandschu bei Shanhaiguan am 29. Mai 1644 musste sich Li bis nach Xi’an und von dort im Frühjahr 1645 weiter entlang des Han-Flusses südwärts zurückziehen. Verschiedenen Versionen zufolge wurde er 1644 oder 1645 von Ming-freundlichen Milizen umgebracht, beging an einem Lotusbaum Selbstmord oder starb nicht nach seiner Niederlage, sondern wurde Mönch. Seine Truppen kämpften allerdings noch ca. 20 Jahre gegen die Mandschu, die die Macht im Lande übernahmen (Qing-Dynastie).
Li Zicheng wird wegen seiner Gerechtigkeit und seines Mutes in der Kunst gern als Held auf einem Pferd reitend, einen Pfeil mit seiner Armbrust abschießend und mit Filzhut und schwarzer Jacke bekleidet dargestellt. In der Mao-Zeit wurde ihm ein Reiterstandbild in der Hauptstadt errichtet, da man ihn als ersten „Bekämpfer des Feudalismus“ ansah.